# 若菜 (AV女優)
若菜（わかな、1988年9月18日 - ）は、日本の元AV女優。ロータスグループ所属。
身長:154cm。スリーサイズ:B89(D-75)・W60・H88。

## 略歴・人物
2008年にAVデビュー。

## 出演作品

### アダルトビデオ
2008年
- jk 006（3月7日、ゴーゴーズ）
- 新人モデル若菜 個人撮影会で即写危機一発! （4月26日、チェリーズ）
- 都内大手金融会社から流出 担保代わりのHな裏取引（5月23日、忍）オムニバス作品
- AKIBA メイド ありがとうございますぅ（5月24日、チェリーズ）
- ホントにあった、オーディション前にアロマオイルエステで教育される新人アイドル達（6月7日、忍）他出演:春名えみ、瞳れん ほか
- 背後からローションぬるぬる巨乳ぐにゃ揉み 2（7月12日、ラハイナ東海）他出演:紅りんご ほか
- グラビア美少女オイル猥褻マッサージ PART-12（7月12日、ラハイナ東海）オムニバス作品
- 某有名全寮制女子私立校 完全盗撮 まさに監禁生活 家に帰れない女子学生たちを凌辱猥褻する体育教師（9月26日、忍）オムニバス作品
- ベイビー・ファッカー 2（10月10日、プレステージ）他出演:中村まゆ、杏ののか、菊川瑠璃 ほか
- 第1回 SOD女子社員 社内一斉抜き打ち びちょ濡れ下半身 高感度調査♥（11月6日、SODクリエイト）他多数共演 ※「花田由美」名義
- クリトリスの皮を剥いて豆いぢり（11月13日、アロマ企画）他出演:矢井田あき、柏木ミナ、一ノ瀬カレン、美波ゆりあ
- 本当はHな罠だらけ 素人混浴温泉レポーター（11月20日、ナチュラルハイ）他出演:須藤愛、阿倍千絵、浅丘早紀、井川美保、菜月詩織 ※「山口若菜」名義
- 日本国民 全裸の日 （11月20日、アキノリ）共演:鮎川詩音、桜庭彩、青木菜摘、市川よしの、鈴木千里、上原まみ ほか
- 今日から僕は女子校の教師になっちゃいました （12月18日、アキノリ）他多数共演

2009年
- 「美淑女の尻に勃起したチ○ポを擦りつけ贅沢SPECIAL」 VOL.2（1月8日、DANDY）他出演:長谷川美紅、永井あいこ ほか
- ギャルだらけの逆チカン路線バス! vol.03（1月8日、GARCON）共演:持田茜、澄川ロア、彩弓、緋村由衣、桜庭彩、凛音涼子 ほか
- 熊本弁丸出し 田舎娘 1（1月16日、S級素人）
- 〜美形女子学生高額アルバイト〜 薬物臨床実験モルモット 2（3月19日、ナチュラルハイ）他出演:渋谷梨果、浅倉みらい
- 小中高教員採用にまつわるHな裏口採用試験（4月25日、レッド）オムニバス作品
- 不妊治療患者に自らの精子を提供した医師の全記録 4（4月25日、レッド）オムニバス作品
- こだわりの手コキ 4時間SP 13 35人のハンドメイド （9月15日、隼エージェンシー）他34名出演
- フェラコレ2009秋SP（10月15日、隼エージェンシー）他多数出演